# Wauyukma
Wauyukma. (značenje imena nepoznato), Pleme Shahaptian Indijanaca kod ušća Palouse u Snaku, Washington. Wauyukme su najsrodniji plemenu Palouse. Prema Mooneyu (1928.) oba plemena imala su 1.800 (1780.)  
Plemena s donjeg toka Snake (Chimnapum, Wauyukma, Naxiyampam) pripadala su kulturno plemenima s Platoa. Ribolov i kopanje camas-korjenja bio je temelj njihovog opstanka.